# Manganoblödita
La manganoblödita és un mineral de la classe dels sulfats que pertany al grup de la blödita. Rep el nom per la relació amb la blödita i el seu contingut en manganès.

## Característiques
La manganoblödita és un sulfat de fórmula química Na₂Mn(SO₄)₂·4H₂O. Va ser aprovada com a espècie vàlida per l'Associació Mineralògica Internacional l'any 2012. Cristal·litza en el sistema monoclínic. La seva duresa a l'escala de Mohs és 2,5.
L'exemplar que va servir per a determinar l'espècie, el que es coneix com a material tipus, es troba conservat a les col·leccions del Museu Mineralògic Fersmann, de l'Acadèmia de Ciències de Rússia, a Moscou (Rússia), amb el número de registre: 4257/1.

## Formació i jaciments
Va ser descoberta a la mina Blue Lizard, situada al Red Canyon, dins el comtat de San Juan (Utah, Estats Units). També ha estat descrita a la mina Womobi, a la localitat de Thologolong (Victòria, Austràlia). Aquests dos indrets són els únics de tot el planeta on ha estat descrita aquesta espècie mineral.